# Липокалин

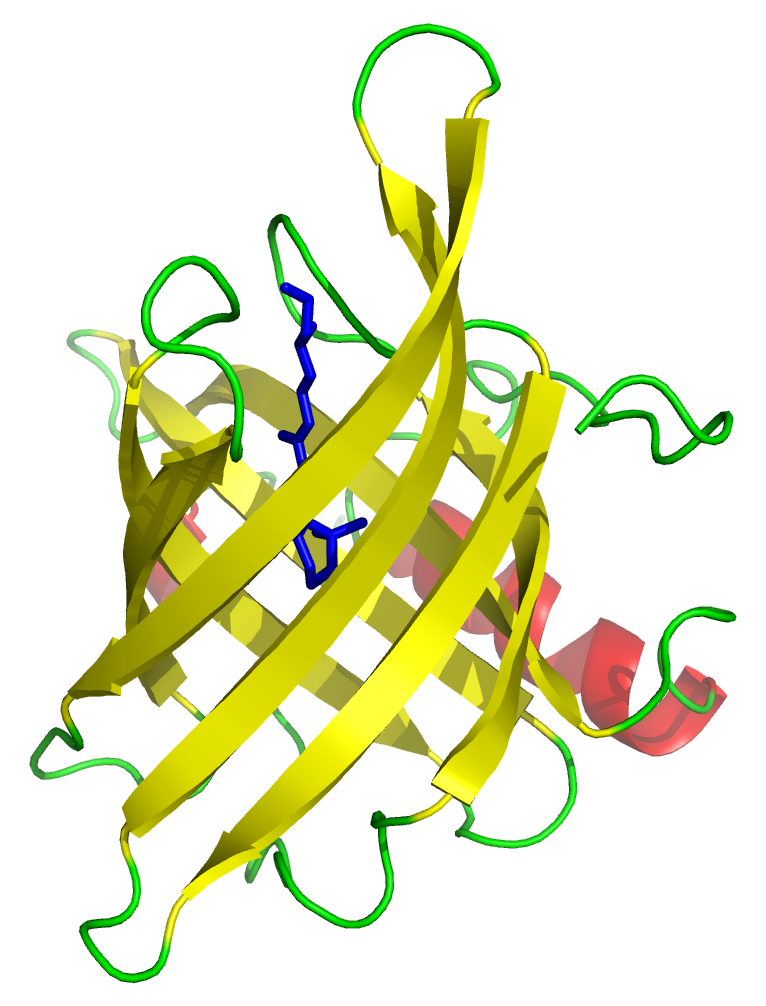
Ретинол-связывающий белок человека — классический липокалин, содержащий восемь поворотов бета-складчатой структуры, специфически связывающей витамин A.

Липокалины (англ. lipocalins) — это группа транспортных белков с характерной вторичной структурой. Они содержат восемь антипараллельных пептидных последовательностей на основе бета-складчатой структуры, которые формируют цилиндр. Такой «цилиндр» содержит внутри лиганд-связывающий участок.

## Распространение и функции
Липокалины обнаружены в грам-отрицательных бактериях, клетках позвоночных, беспозвоночных, а также в клетках растений. Основная функция липокалинов — это транспорт небольших гидрофобных молекул, таких как витамин A, феромоны, простагландины и т.п. Липокалины играют роль в иммунном ответе, транспорте феромонов, синтезе простагландинов в клетке, связывании ретиноидов (ретинол-связывающий белок) и некоторых других процессах.

## Структура
Несмотря на то, что липокалины — группа белков широкого спектра, они обладают уникальной характерной структурой. Вторичная и третичная структура липокалинов характеризуется наличием восьми участков, соединённых друг с другом в антипараллельную бета-складчатую структуру, которая свёрнута в симметричный цилиндрический «бочкообразный» домен. Внутри такой «бочки» находится участок связывания лиганда, как правило, гидрофобного низкомолекулярного и биологически активного компонента. Благодаря жёсткости структуры липокалины могут быть относительно легко кристаллизованы.

## См.также
- Аполипопротеин D
- Аполипопротеин M